# Собор Святого Михаила (Алба-Юлия)
Собор Святого Михаила (рум. Catedrala Sfântul Mihail) — католический собор в городе Алба-Юлия, Румыния. Расположен на территории крепости Алба-Каролина рядом с княжеским дворцом.  Кафедральный собор архиепархии Алба-Юлии. Старейший католический храм в стране, памятник архитектуры.

## История

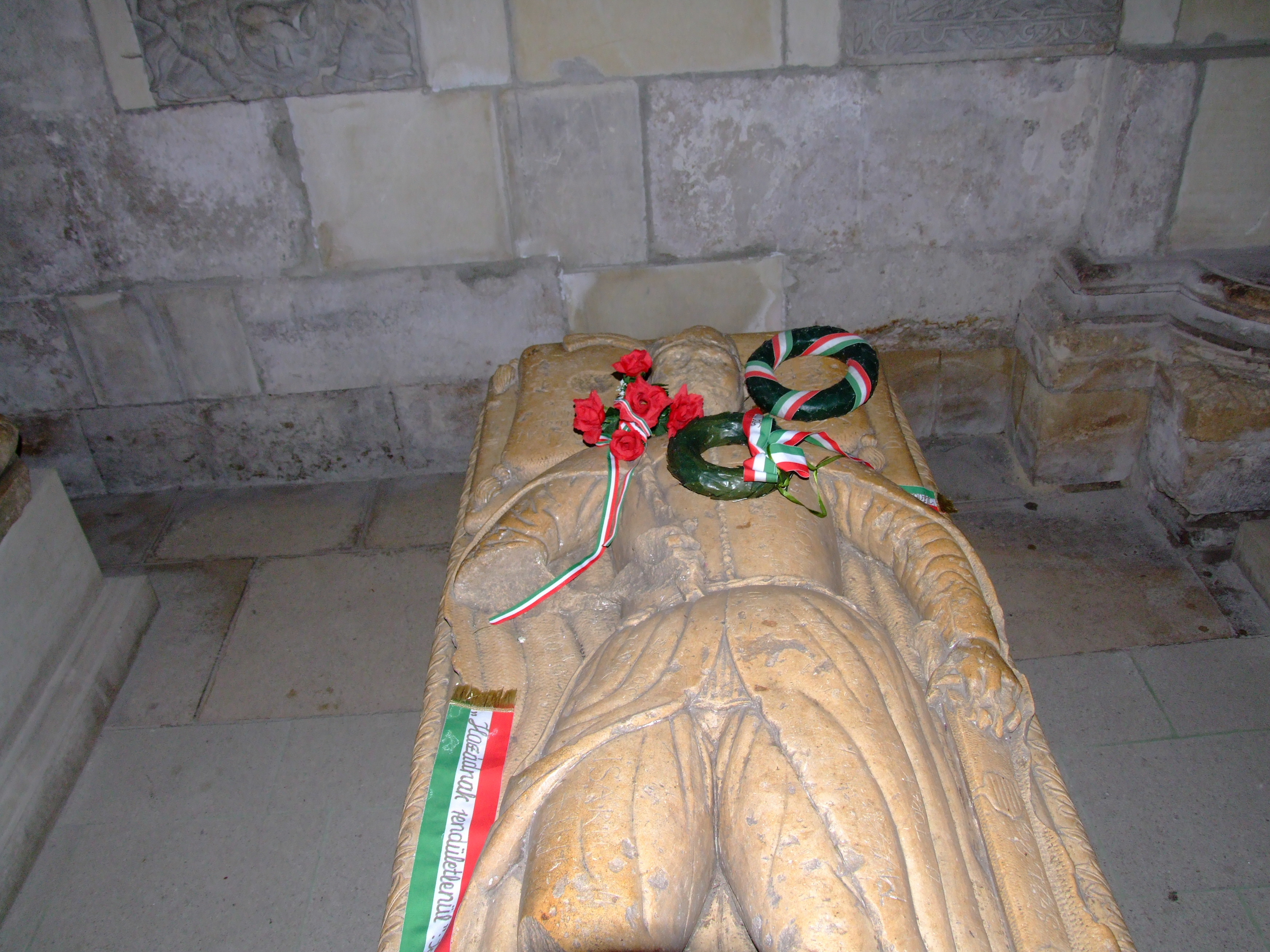
Надгробие Яноша Хуньяди

Алба-Юлия — один из древнейших городов региона. В 1009 году после принятия венграми христианства король Иштван Святой основал епархию латинского обряда с центром в Алба-Юлии (венг. Дьюлафехервар), которая получила имя «епархия Трансильвании» (Трансильвания тогда входила в состав Королевства Венгрия). Кафедральный собор епархии Трансильвании был построен в том же XI веке и разрушен во время монголо-татарского нашествия.
Строительство современного собора началось в 1247 году на том же месте, где стояло разрушенное татарами здание, и шло в несколько этапов. Последующие перестройки привносили в романское сооружение готические черты. Янош Хуньяди назначил собор св. Михаила местом упокоения для себя и членов своей семьи.
В XVI веке с северной стороны собора была пристроена часовня в стиле итальянского Возрождения и выполнены фрески в интерьере. Между 1550 и 1700 годом собор принадлежал кальвинистам, после 1700 года возвращён католикам.

## Архитектура
Колокольня собора св. Михаила высотой 81 м — самая высокая колокольня среди всех соборов Румынии. Главный фасад на западной стороне (позднее 1270 года) оформлен в раннеготическом стиле. Портал южной стороны выполнен в романском стиле в середине XIII века и предназначался для входа в собор епископов.
Орган собора — один из старейших в Румынии, построен в 1877 году и насчитывает 2209 труб.
В южном крыле трансепта находится старинная почитаемая статуя Девы Марии.